# Aliança (Suécia)

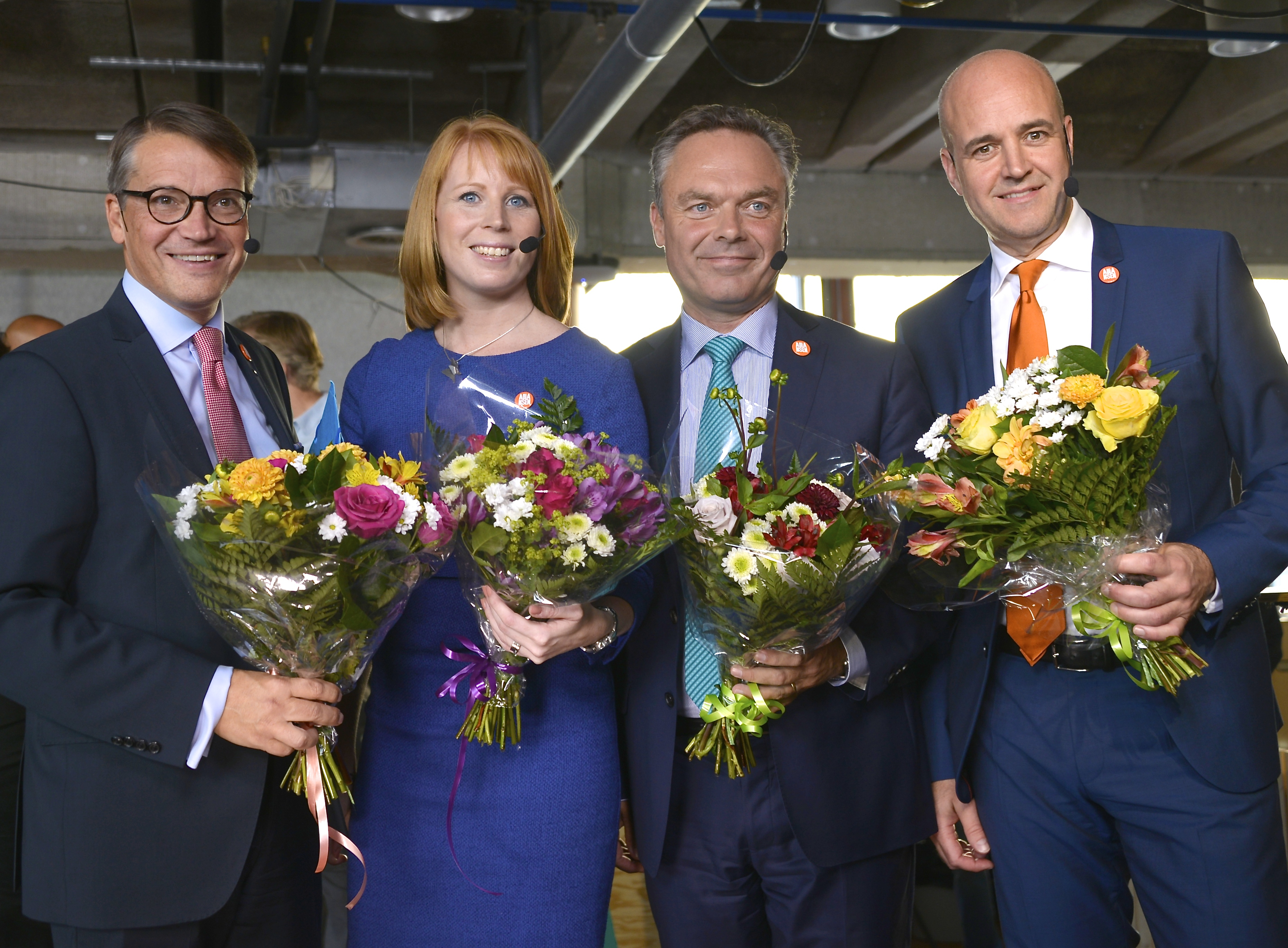
Os quatro líderes da Aliança em 2014.

A Aliança (em sueco Alliansen) foi uma união de quatro partidos políticos de centro-direita na Suécia, constituída pelo Partido Moderado, pelo Partido Popular Liberal, pelo Partido do Centro e pelos Democratas Cristãos.

Esta aliança de partidos foi fundada em 2004. Venceu com maioria absoluta as eleições parlamentares de 2006, tendo constituído um governo maioritário - o Governo Reinfeldt I. Ganhou as eleições de 2010, formando um governo minoritário - o Governo Reinfeldt II. Não conseguiu maioria própria nas  eleições de 2014, face à coligação de centro-esquerda, que por sua vez formou um governo minoritário - o Governo Löfven. 
Após as eleições de 2018 e na sequência de meses de negociações e de impasse político, os Centristas e os Liberais decidiram chegaram a um acordo parlamentar com o Partido Social-Democrata. Tal decisão tem a ver com a recusa destes partidos em aceitar um governo do Partido Moderado apoiado pelos nacionalistas dos Democratas Suecos. Esta decisão dos centristas e liberais foi denunciado pelos outros partidos, com o líder democrata-cristão a afirmar que a Aliança tinha chegado ao fim.

## Resultados eleitorais

### Eleições legislativas
| Data | CI, | Votos     | %            | +/-  | Deputados | +/- | Status   |
| ---- | --- | --------- | ------------ | ---- | --------- | --- | -------- |
| 2006 | 1.º | 2 677 796 | 48,2 / 100,0 |      | 178 / 349 |     | Governo  |
| 2010 | 1.º | 2 936 790 | 49,3 / 100,0 | 1,1  | 173 / 349 | 5   | Governo  |
| 2014 | 2.º | 2 457 033 | 39,1 / 100,0 | 10,2 | 141 / 349 | 32  | Oposição |
| 2018 | 2.º | 2 607 222 | 40,2 / 100,0 | 1,1  | 143 / 349 | 2   |          |

## Membros
| Partido | Partido                | Ideologia               | Espectro       |
| ------- | ---------------------- | ----------------------- | -------------- |
|         | Partido Moderado       | Conservadorismo liberal | Centro-direita |
|         | Partido do Centro      | Agrarianismo            | Centro         |
|         | Os Democratas Cristãos | Democracia cristã       | Centro-direita |
|         | Liberais               | Liberalismo clássico    | Centro-direita |